# 押切蓮介
押切 蓮介（おしきり れんすけ、本名：神崎良太、1979年9月19日 - ）は、日本の漫画家・歌手。男性。
東京都世田谷区出身。東京都杉並区高円寺在住。血液型A型。祖父は直木賞作家の神崎武雄。母は山口県下関市出身で、母方の祖父は警察署長、祖母は旅館の女将。

## 概要
1998年に『週刊ヤングマガジン』（講談社）に掲載された『マサシ!!うしろだ!!』でデビュー。 独特の絵柄と多彩な作風を持っており、ホラーギャグなる特異なジャンルを開拓したことでも知られるがジャンルに縛られない多作な作家である。
バンド『怪奇ドロップ』のメンバーであり、音楽活動や同人活動も行っていた。
2022年現在、怪談専門誌『怪と幽』にて『おののけ！くわいだん部』、『月刊ビッグガンガン』にて『ハイスコアガールDASH』を連載中。

## 来歴
生まれは東京都目黒区である。3歳くらいの時、川崎市に移り住む。NC旋盤に囲まれドリルを回し続けていた工業高校在学中の3年生の終わりになって、初めて自身が3年間作っていたものが万力だと気付き、工業関係の仕事に向いていないことを自覚する。卒業後はコンピューターやデッサンの専門学校に進学しようとしたが、実父が謎の失踪事件を起こしたことや、家庭の経済的事情などから進学を断念する。
1998年頭に刊行されたカルト漫画の紹介本『マンガ地獄変3』（水声社）に掲載された、大西祥平による「B級ホラー漫画」の紹介記事が偶然目に留まり、それがきっかけでホラー漫画を古本屋で買い漁ってるうちに、ろくに描いたことのない漫画を描き始め、生活費と専門学校の入学金目当てに投稿した漫画処女作が講談社のウェブサイトに掲載。2作目となる『マサシ!!うしろだ!!』が『週刊ヤングマガジン』に掲載され、プロの漫画家としてデビューした。また、同時期に同誌増刊号デビューした清野とおると知り合い、漫画家人生の苦楽を共にする盟友となる。
デビュー当初の作風は、かつて、ひばり書房や立風書房から刊行されていた貸本ホラー漫画の「ギャグにしか見えないホラー」という「ひばり系ホラー」のテイストを意識した様な、怪奇モノとギャグを融合させた一般とは程遠い不条理かつシュールな作風であった。そのため、初期作品の大半は「意味不明」という理由からボツを食らっており、雑誌に掲載されることのなかった未発表作品やボツネームが大量に存在する（一部の初期作品は短編集に収録されている）。
その後、なかなかヒットに恵まれず、ディスカウントショップ、スーパーマーケット、クリーニング屋、肉体労働、宅配野菜、IT関係の企業、ビルの清掃、セメント塗り、試験管洗いなど数多くのアルバイトをして、生計を立てつつ、長く下積みの生活を送る。
『別冊ヤングマガジン』にて2000年に『カースダイアリー』、2002年に『悪霊ドリル』を短期連載。2003年10月より『週刊ヤングマガジン』にて、初めての本格的な連載となるホラーギャグ漫画『でろでろ』を連載する。当初は雑誌アンケート最下位の常連であったが、「人を脅かす幽霊や妖怪をぶん殴り、蹴飛ばし、逆に泣かせて撃退する」という異色な内容から、徐々に人気を得るようになり、6年間に渡る長期連載となった（連載終了後、新装版発売に伴い、新作である『でろでろ 2杯目』を2013年2月より同誌に短期集中にて連載している）。
2005年7月には初の書籍となるウェブサイト本『カイキドロップ』を上梓した。
2007年から2009年にかけて『ホラーM』（ぶんか社）誌上にて『ミスミソウ』を連載。本作は、完全にギャグ要素を排除した内容となっており、押切作品では定番となっていた「オバケ」「妖怪」といった怪異が一切登場せず、キャラクターの心理描写や状況描写に重点を置き、「普通の人間が創り出す恐怖」を描いている。また、それまではギャグとしての暴力描写は多々あったが今作では陰惨なものとして描かれており、結末は主要人物のほとんどが死亡するという救いのない凄惨なラストを迎えている。以降も、ファンに「黒押切」と説諭される、ハードなアクションを描いた漫画作品を執筆している。
2009年の時点で『でろでろ』『ゆうやみ特攻隊』『ピコピコ少年』『ぼくと姉とオバケたち』『スキスキ!!アクアリウム』『プピポー!』『ミスミソウ』を8誌で同時連載しており、多忙のため頭がおかしくなりそうだったというが、アシスタントから「先生は元からおかしい」と言われて逆にやる気が出てきたという。
その後、数多く持っていた連載を整理し、2010年から『月刊ビッグガンガン』（スクウェア・エニックス）にて『ハイスコアガール』の連載を開始する。本作では、実際に発売されたゲームのプレイ画面やキャラクター、そのゲームにまつわるエピソードなどを通じて登場人物たちの心情が表現されている点が大きな特徴となっており、2012年にブロスコミックアワード大賞を受賞。シリーズ累計で110万部以上を売り上げ、2013年12月にはアニメ化が発表されるなど人気を博していた。
連載中の2014年5月、劇中でSNKプレイモアが所有する著作権物の無断使用を理由にスクウェア・エニックスへの刑事告訴が行われる。同年8月5日にスクウェア・エニックス本社が家宅捜索を受け、翌6日の報道で押切も事情聴取を受けたことを報道された。2014年11月、大阪府警より上記著作権法違反容疑により書類送検となる。なお、本人は否認をしていたものの、大阪府警は刑事起訴を含めた厳重処分を意見していた。
『ハイスコアガール』は前述の理由により休載中であったが、2016年5月23日、連載再開が発表され、『ビッグガンガン』2016年vol.08より連載を再開、2019年にアニメ版が放送された。
『ヤングチャンピオン烈』2016年No.10より初の漫画原作である『妖怪マッサージ』（作画：忌木一郎）の連載を開始。
2020年4月より初のアニメ監督作品となる『ざしきわらしのタタミちゃん』を配信した。

## 人物・作風
- 「オバケをぶん殴る」というプロットのホラーギャグ漫画を描くことが多いが、本格的なホラー漫画のみならず、サイコホラーや猟奇サスペンスなども描いており、あらゆる「ホラー」を描くことに長けている。しかし近年、オバケや幽霊に対する執着が薄れたことから、新作ホラー漫画は減少しているものの、ホラー専門誌『幽』での掲載は継続している。
- 自身の漫画に影響を与えたゲーム作品として『夕闇通り探検隊』を挙げている[8]。同作をプレイしたことで人間ドラマを描きたいと思い、作風を変えてギャグ漫画からストーリー漫画へ転換するきっかけになったという[8]。この時生まれたのが『ゆうやみ特攻隊』である。ただしその後もゲーム関連の著作は多いものの「後にも先にも、影響を受けたのは（ゲーム作品は）それ１本だけ」としている[8]。
- 速筆であり、「下書きをすると下手になる」と言う理由から白紙の原稿に直接ペン入れをしており、原稿32ページを2日で仕上げたことがある。
- 漫画家を志したのは、『週刊ヤングマガジン』の月間新人漫画賞に投稿して賞金を貰おうと思った18歳の3月7日とのこと。しかし、デビュー作の賞金は生々しく生活費に消えたという。
- 貸本ホラー漫画のテイストに感銘を受け、押切が漫画家を志す直接的なきっかけを作った。押切は、それらのテイストを現代の漫画で活かしたかったというが、デビュー当初の担当からは「このネームで読者に何を伝えたいのか解らない」と一蹴され、没になったネームは数百ページに及んだという。押切自身、次第にそういう気持ちは無くなってしまったというが、後に『でろでろ』でホラーギャグというジャンルを開拓し、人気を得るようになる。
- デビュー当初は男女ともに頭のおかしいキャラクターしか登場せず、特に女性キャラは幽霊や口裂け女など不気味な存在にしか描かれていなかった。また、照れくさいという理由から女性キャラは三白眼にして描いていた。しかしながら、担当編集者の女の子に対する情熱が次第に押切のペン先に反映され、女性キャラを描くのに抵抗が無くなり慣れていったと明かしている。また、不条理ホラーギャグ漫画に限界を感じた押切は「おどろ屋怪異打倒団」という作品からヒューマニズムを少しずつ意識する様になったという。
- 竹書房の編集や漫画家らと麻雀をよくする。麻雀最強戦漫画家大会に出場したこともあり、『近代麻雀』掲載経験もある。
- 趣味の延長で怪奇テクノに合わせた映像作品を仲間の漫画家たちと共作しており、それらの作品群は押切の公式サイトの「カイキドロップ」で公開されている。また個人ブログの評価が高く、初の書籍がウェブサイト本という経歴を持っている。
- 子供のときから乗り物酔いが酷く、バスはおろか電車にも酔ってしまうため、家で仕事をする漫画家で良かったという。
- デビュー作の『マサシ!! うしろだ!!』が雑誌に掲載された際は「よくこんな恐ろしく汚い漫画を載せてくれたな」と思ったという。
- 子供の頃から、何をやっても自分ばかり上手くいかない自身の宿命的な何かを「俺クオリティー」と名付け、ツイてない出来事が起こると略して「俺」「俺!!」「俺ー!!」と心で叫び癇癪を起こすことを漫画日記で自虐的に述べている[9]。
- 18歳の時に突如失踪した父に対する複雑な思いが心の中に無意識にくすぶり続けたこともあり、母親は色んな意味で賢母、父親は威厳がない情けない存在として描くことが多い。その後、父親は出版関係の仕事に就いていたことが判明、2013年夏に15年ぶりの再会を果たした。
- 両親の離婚により本名の「神崎」という苗字が変わるかも知れない状況に嫌気が差し、全く違う人間になろうとして、考えたペンネームこそ「押切蓮介」とのこと。
- 小学1年生の時にゲーム&ウオッチに出会ってから、あらゆる機種のゲームに没頭する。そのせいで成績はガタ落ち、ゲームに半生を捧げた押切は大きく人生を狂わされることになる。ゲームの腕は今でも確かで『ハイスコアガール』1巻発売記念イベント「第1回この中でいちばんストIIが強いのは俺だ選手権」で優勝している。
- 前述の通りスクウェア・エニックスがSNKプレイモアの著作権を侵害していたことがわかり、刑事事件にまで発展。大阪府警より、押切を含む関係者16人を書類送検した。本人は「許諾は会社が得ていると思った」と供述、また書類送検されたスクウェア・エニックス関係者15人全員「許諾を取っているかどうか知らなかった」と供述をしたが、大阪府警は「押切を含めた6人を刑事裁判での起訴を含めた厳重処分」の意見を付けていた。
- グルメ漫画マニアであり、土山しげるの作品や、泉昌之の『食の軍師』などを特に好んでいる。
- 『狭い世界のアイデンティティー』を通じ、漫画家関連の業界への風刺を描いている。
- 著作権問題でくすぶっていた時期に競馬、パチンコなどに激しくのめりこむ。この時期に知り合ったギャンブラーたちをモデルにした『ぎゃんぷりん』を「漫画アクション」で連載。登場するヒロインの名はパチンコメーカーに由来する。

## 交友関係
清野とおる
漫画家。清野がアルバイトしていた先の同僚が押切の母の友人で、それが縁で知り合う。翌1999年、神保町で初めて顔を合した際に互いの斜め上を行く感性が同調し意気投合する。プライベートで趣味の徘徊に付き合ったり、押切と音楽活動や同人活動を共に行ったり、トーン貼りなどの作業を手伝ってもらったり、相互の単行本の帯に推薦文を出し合ったりしている。アートフリマイベント「ノコマート」に参加した際は、押切も清野も僅か30円で作品を出展した（横の絵の価格が10000円であった）。押切いわく「自分が女だったら今すぐ結婚してもいい」ほどの仲である。『でろでろ』の単行本巻末に掲載される「蓮介漫画日記」中では、しばしば清野や他の怪奇ドロップのメンバーとのエピソードが描かれる。また、清野も自身の漫画で押切との交流によるエピソードを描いている。『漫画アクション』にて『東京都北区赤羽』を連載、作中に押切が登場したこともある。
清水崇
映画監督。 単行本が出る前からの知り合いであるオガツカヅオの紹介で、押切と知り合う。清水は押切の描くホラーギャグのテイストに強く共感した。また、押切も清水が監督した『呪怨（ビデオ版）』に感銘を受けたことを打ち明け、2人は意気投合した。その後、押切の短編『トイレまで4メートル』は、清水の監督した映像作品『怪談 こっちを見ないで…』（映像作品集『幽霊vs宇宙人』に収録）の原案となった。また、清水らが監督したドラマ『怪奇大家族』のイラストレーションを担当した。
天誅
テクノポップユニット。押切と清野、テクノミュージシャンのFQTQとともにテクノユニット『怪奇ドロップ』のユニットとして参加していた。
FQTQ
テクノミュージシャン。テクノユニット『怪奇ドロップ』のユニットとして参加していた。
森繁拓真
漫画家で、東村アキコの弟。デビュー当初から交友関係がある。押切も出演している森繁の作品『いいなりゴハン』では、押切のグルメ漫画マニアぶりが明かされている。
パリッコ
押切と清野の共通の友人。社会人の傍ら音楽やったり漫画家したり色々してる多才な人物。『アサヒ芸能』にてコラム「一杯酒場」連載中。
佐々木崇
同期の漫画家。押切と清野の共通の友人。
レトルト
ゲーム実況者。誕生日に色紙を渡す。
眼魔礼
漫画家。ゲーマー仲間。本人初の単行本にて、押切はゲーマーとしての交流を描いた巻末漫画を寄稿。押切曰く「漫画家で『ヴァンパイアセイヴァー』が一番上手い男」。同作の対戦で浅野いにおを完封した事で、押切は「漫画で一番になれなくても、同作が一番上手い漫画家になれば良い」と考えたが、眼魔礼は「界隈でも化け物じみた実力」で押切の野望を打ち砕いた。なお、本人の弁では「(押切には)かなり終わってる性能差のキャラで勝てているだけ」とも。

## 作品リスト

### 連載中
- おののけ！くわいだん部（既刊2巻）
- ハイスコアガールDASH（既刊7巻）

### 連載終了
- でろでろ、全16巻（ワイド版全6巻）
- ゆうやみ特攻隊、全13巻
- ぼくと姉とオバケたち、全2巻（完全版全１巻）
- ミスミソウ、全3巻（完全版全2巻）
- ピコピコ少年
  - ピコピコ少年TURBO
  - ピコピコ少年SUPER
  - ピコピコ少年EX
- 猫背を伸ばして
- 椿鬼
  - ツバキ、（全3巻）
- おばけなんていないさ
- おどろ町モノノケ録全2巻
- サユリ、全2巻
- プピポー!、全3巻
- 焔の眼、全6巻
- HaHa
- ぐらんば
- ぎゃんぷりん、全2巻
- 妖怪マッサージ（作画：忌木一郎）、全3巻
- ハイスコアガール、全10巻
- 狭い世界のアイデンティティー、全5巻
- ジーニアース[10]（既刊5巻）
- 俺より弱いやつに会いに行く[11][12]

### 短期連載
- 悪霊ドリル（単行本『押切蓮介劇場 マサシ!! うしろだ!!』に収録）
- カースダイアリー（同上）
- でろでろ 2杯目

### 読切作品

#### 単行本収録済
- 押切蓮介劇場 マサシ!! うしろだ!!
  - マサシ!! うしろだ!!2005（1998年発表の同名作品を単行本用にリメイクしたもの）
  - 悪霊ドリル
  - カースダイアリー
  - トイレまで4メートル
  - 卒業シャーク
  - マサシ!! うしろだ!!
- ドヒー!おばけが僕をぺんぺん殴る!
  - ドヒー!おばけが僕をぺんぺん殴る!
  - しゃれこうべに目を入れろ!
  - コタツオバケ
  - 4444
  - 絶叫!! 呪われた深夜タクシー
  - 恐怖!! 人喰いマンション
  - 妖怪雀荘
  - 巨大麻雀地獄絵図
  - 執念の九連宝燈
  - 悪夢のメンタルケア
  - 真剣10代しゃべらね場
  - かげろうの日々
  - 恐怖の修学旅行
- おばけのおやつ
  - 一体何故!校長が私を襲う!!
  - 東京トワイライトゾーン
  - ギガナイフ
  - 遠隔
  - 密室オバケ
  - やめろ!サルをいじめるな!
  - ピコピコ少年
  - 霊に会いたくて
  - Beautiful
- 暗い廊下とうしろの玄関
  - 赤い家
  - 黄泉の風
  - 暗い玄関
  - 静寂の谷
  - 市松人形
  - 咎
  - 後悔の奈落
  - 侵食
  - 生霊
  - 成長する小窓
  - 混声
  - スイッチ
  - おばけなんていないさ
  - 崖の上の歩哨
  - 謝罪
  - 愚か者共に私達の悲鳴は聞こえない
  - 招かれざる聞き手達
  - アカイイト
  - おばけなんていないさ2
- オタクの恋の物語。 〜恋愛アンソロジー
  - 愛を手さぐりで
- 椿鬼
  - ひかりの森
- ぼくと姉とオバケたち完全版
  - スキスキ!!アクアリウム
  - DONZOKO （まんがライフオリジナル 2016年2月号）
- 妖怪マッサージ
  - 現実問題と非現実問題の対比
  - 哀愁狼歌
- ピコピコ少年EX
  - ―海へ― （小説すばる、2015年3月号）
- アカイロフラグ[13]
  - アカイロフラグーSummerー（『ヤングエース』2023年12月号[14]）
  - アカイロフラグーAutumnー（『ヤングエース』2024年4月号[15]）
  - アカイロフラグーWinterー（『ヤングエース』2024年6月号[16]）
  - アカイロフラグーSpringー（『ヤングエース』2024年9月号[17]）

#### 単行本未収録
- おどろ屋怪異打倒団
- くだらんKINGU 47「恐怖の帰り道」
- 暴走族狩り悪夢のネオナチ集団
- ありすとマサエ
- 口裂け女と吸血鬼
- 逃げ腰日和
- 黒の一〇五
- 世間相撲
- 命の灯火
- ツッペとノッチン
- モグモンのテレビ通販
- 山ノ上文房具店
- 隣のオトモダチ
- 妖怪月曜女
- 出発
- 恐怖心分配
- ご愁傷様は怒りに燃える
- DRIVE
- 漫画家異談〜中邑まさのり先生「男か女かどっちかな」〜
- とわい☆らいと
- メッセージ
- 深夜の心霊対策
- 無力なあの子に抱擁を
- 奇違いOFF
- はじめての担当（『ヤングマガジン』2014年29号）
- 貉（『月刊コミック@バンチ』、2014年10月号別冊付録「ホラー蛮血」収録）
- 新鬼伝ナグゴハイネガー（2015年『ヤングマガジン サード』Vol.5 読み切り企画「俺の100話目!!」）
- サークルクラッシャーズ（くらげバンチ、2015年4月24日配信）
- HELL FIRE-ヘルファイア-（『ジャンプSQ』2015年7月号）
- でろでろ 2杯目 （『ヤングマガジン』2015年32号）ヤングマガジン創刊35周年読み切り企画「BULLET」第2弾
- ヒカリの軌跡（ヤングアニマル特別編集 戦後70周年記念ムック 漫画で読む、「戦争という時代」2015年8月）
- FLOWER（『ヤングアニマルZERO』2019年10月1日号）
- DKS40（『ヤングマガジン』2020年36・37合併号） - ヤングマガジン創刊40周年読み切り企画「我漫」第5弾
- 代原ちゃん（『週刊少年チャンピオン』2022年51号[18]） - 盆ノ木至『吸血鬼すぐ死ぬ』の代原[18]
  - 代原ちゃん2（『週刊少年チャンピオン』2023年28号[19]） - 盆ノ木至『吸血鬼すぐ死ぬ』の代原[19]
- 稲穂の芽吹く空の下 / くらわんか!! / 星空の下の紅い華（『別冊少年チャンピオン』2023年3月号付録）
- 青春アンダーグラウンド（『週刊少年チャンピオン』2025年23号）
- めぐるヨアソビ（『ヤングエースUP』2025年7月25日[20]） - 前後編[20]

#### 短編集
- 押切蓮介劇場 マサシ!! うしろだ!!（講談社・ヤンマガKCデラックス）
- ドヒー!おばけが僕をぺんぺん殴る!（太田出版）
- おばけのおやつ（太田出版）
- 暗い廊下とうしろの玄関（メディアファクトリー・幽COMICS）

### アンソロジー、コラボレーション
- オタクの恋の物語。 〜恋愛アンソロジ〜（メディアワークス）
- アカギ ざわ・・ざわ・・アンソロジー （竹書房）
- ムダヅモ無き第二次改革 アンソロジーコミック （竹書房）
- スペランカー アンソロジーコミック（ジャイブ）
- ちきう☆防衛隊! セハガール（KADOKAWA/アスキー・メディアワークス ・電撃コミックスEX）
- ピコットキングダム ピコピコ体験記
- オーディンスフィア レイヴスラシルを追え（単行本『ピコピコ少年EX』に収録）
- ゲーム職人、かくあるべし（単行本『ピコピコ少年EX』に収録）

### ウェブサイト本
- カイキドロップ（コアマガジン）

### 同人誌
- ビョーキ日和（自費出版）※清野とおるとの共著
- 押切と清野の本（講談社）※清野とおるとの共著
- 蓮介漫画日記（コミティア91/2010年）

### 未発表作品
- 恐怖のコケシ
- 悪魔の祖父母
- お前は誰だ!! あ斎藤か
- 外国人VS地縛霊
- お嬢ちゃんチョコレートをあげよう

### 挿絵
- 学校のコワイうわさ 新・花子さんがきた!!（書籍版の挿絵を担当（新シリーズのみ）、竹書房）
- 俺は波動拳をあきらめない（原作：アラヰフミ、KADOKAWA/アスキー・メディアワークス）
- 致死量の友だち（著：田辺青蛙、二見書房） - 文庫版の装画を担当[21]

### キャラクターデザイン
- オタサーの姫　〜僕らの姫はデリケート〜
- ド田舎アイドルストーリー ぶすライブ
- ゲーセンミカド イメージキャラクター「ミカドちゃん」
- ニコニコチャンネル まりえってぃ、るるきゃんの『ゲームは1日◯時間！』(チャンネルイラスト提供）

### 漫画原作
- 妖怪マッサージ（作画：忌木一郎）

### アニメ
- ブラッドラッド（第4話エンドカード）
- 傾物語（第2話エンドカード）
- 3月のライオン（第9話エンドカード）
- あそびあそばせ（第5話エンドカード）
- ざしきわらしのタタミちゃん（原作・監督・脚本・キャラクター原案[7]）

### その他
- オカルトの森へようこそ THE MOVIE（映画前売券特典イラスト描きおろし[22]）
- 僕の心のヤバイやつ 応援イラスト（アニメ公式Twitter公開[23]、2023年4月29日[23]）
- みなみけ 20周年記念イラスト（『週刊ヤングマガジン』2024年27号[24]）
- シン・デレラ（イラスト描きおろし[25]）

## 音楽活動
押切は同じく漫画家である清野とおるとテクノミュージシャンのFQTQ、天誅によるテクノユニット「怪奇ドロップ」を結成している。押切はしばしばボーカルを担当。

### 自費出版CD
- 無料配布CD（2003年12月に本人HP「怪奇ドロップ」にて配布されていた。8曲入り）
- 怪談テクノ（2004年3月に発売。現在廃盤）
- 限定CD（でろでろコミックス1巻帯についていた応募券で応募できた抽選プレゼントCD）
- 夕闇ライダー（「怪奇ドロップ」1Stアルバム）

### ライブ
- どけ!俺が吸う!（2004年5月22日）
- オール怪獣怪人大百科（2004年8月8日）
- 爆ロックフェスティバル!（2004年10月1日）
- CRAZY POPS（2005年9月30日）
- APSU（アプスー）〜0と1〜（2005年10月23日）

### 怪奇テクノ
押切は作詞や作曲、ボーカルなど担当。
- 狭い世界のアイデンティティー（作詞/作曲/押切とFQTQ・歌/清野とおる）
- 漫画家だって生きている（作詞/清野とおる・作曲/押切蓮介）
- 緑の血液（押切蓮介とスキャット後藤）
- mixiのうた（天誅）
- ノコマートのうた（FQTQと押切）
- 呪われた動物園
- 恐怖!心霊映像
- 呪われた音楽室
- 口裂け女が俺を襲う
- ヤバイ!鬼ババだ!
- 物件選び
- コチョコチョ金縛り
- 飲み会の歌（作詞/押切と三味線熊・作曲/FQTQ）
- お経テクノ
- お経乱舞ライブMIX
- うへへ夏休み
- 俺の道
- どぶ兄弟
- ブラスターキック
- 早朝5時、春
- カプグラ症候群
- 奥さん、夫を殺したのはアンタだったんだ!
- ササキテニス（歌/佐々木崇）
- 人間って良いなRemix
- 高円寺
- 爆ロックライブA
- 爆ロックライブB
- 襲う看護婦
- 狙う眼
- 月曜日
- 屋根裏番長
- 903
- 902
- やる気ゼロ
- Repression
- 西日暮里ブルース
- 隙間風
- 漫画テクノ「略奪」
- 悪感情
- カゲオニ
- メリーさん
- 髪をクレ
- 中年新人
- Milky
- アベリシア
- ビョーキ横丁
- 捕鯨
- テニスの歌
- 6限目
- 参色塔
- ばるたん
- C-C
- 橙
- 井の頭線